# Поликарп Брянский
Полика́рп Бря́нский — игумен Русской православной церкви, основатель и первый настоятель Брянского Спасо-Преображенского монастыря.
Почитается в Русской православной церкви в лике преподобных. Память совершается 23 февраля (7 марта) в високосный год или 23 февраля (8 марта) в невисокосные годы.

## Биография
Точная биография и время жизни Поликарпа Брянского не установлены (от середины XV до начала XVII века). Недостаток и неопределённость сведений о преподобном Поликарпе произошла от опустошений, произведённых в Брянске в начале XVII века в Смутное время, поэтому уже к 1630 году никаких письменных актов в Поликарповом монастыре не уцелело.
В анонимном тексте, составленном, вероятно, во второй половине XIX века и опубликованном в 1910 году Орловским церковным историко-археологическим обществом, сказано: «По месту рождения ведомый единому Богу, облеченный в иноческий сан, он (Поликарп), по Божию изволению, в Брянске основал свою обитель. Это было, когда г. Брянск находился ещё под Литовскою державою…»
В 1907 году, традиционно ссылаясь на городские предания, протоиерей В. И. Попов сообщил, что «св. Поликарп однажды сказал о г. Брянске, что он будет ни сыт — ни голоден и с тоски и печали весь разойдётся», а также «св. Поликарп много раз оставлял своё уединение и уходил из г. Брянска». Всё это протоиерей В. И. Попов объяснил «не слишком хорошим поведением современных преподобному брянцев».
Согласно анонимному документу XIX века, «Преп. Поликарп от подвигов временной жизни перешёл к вечному покою в 1499 году, февраля 23-го».

## Отождествление с князем Петром Борятинским
По распространённой версии, предложенной этнографом, археографом и краеведом П. Н. Тихановым, преподобный Поликарп Брянский в миру был князем Петром Ивановичем Борятинским, потомком святого Михаила, князя Черниговского. В качестве подтверждения этого предположения указывают на активное участие Борятинских в судьбе Брянского Спасо-Преображенского (Спасо-Поликарпова) монастыря в конце XVII века.
Согласно данной версии, время жизни Поликарпа Брянского относят к XVI веку. Имя князя Петра Борятинского нередко встречается в актах XVI века. Так, он в числе других был отправлен на реку Сестру воевать против шведского короля. В 1576 году он был назначен воеводою в Тулу. В 1580 году Борятинский, поставленный воеводою в Холму, был пленен литовцами вместе с осадным головою Паниным. По возвращении из плена при Борисе Годунове, Борятинский подвергся опале. В 1591 году он был назначен воеводою в Тюмень, а через несколько лет, как предполагается, оставил мир, удалился в Брянск и принял постриг с именем Поликарп. Преподобный на свои средства устроил обитель в честь Преображения Господня и проводил в ней строгую подвижническую жизнь. Святой Поликарп был первым настоятелем этой обители. Там он скончался в 1620 или 1621 году и был погрёбен.

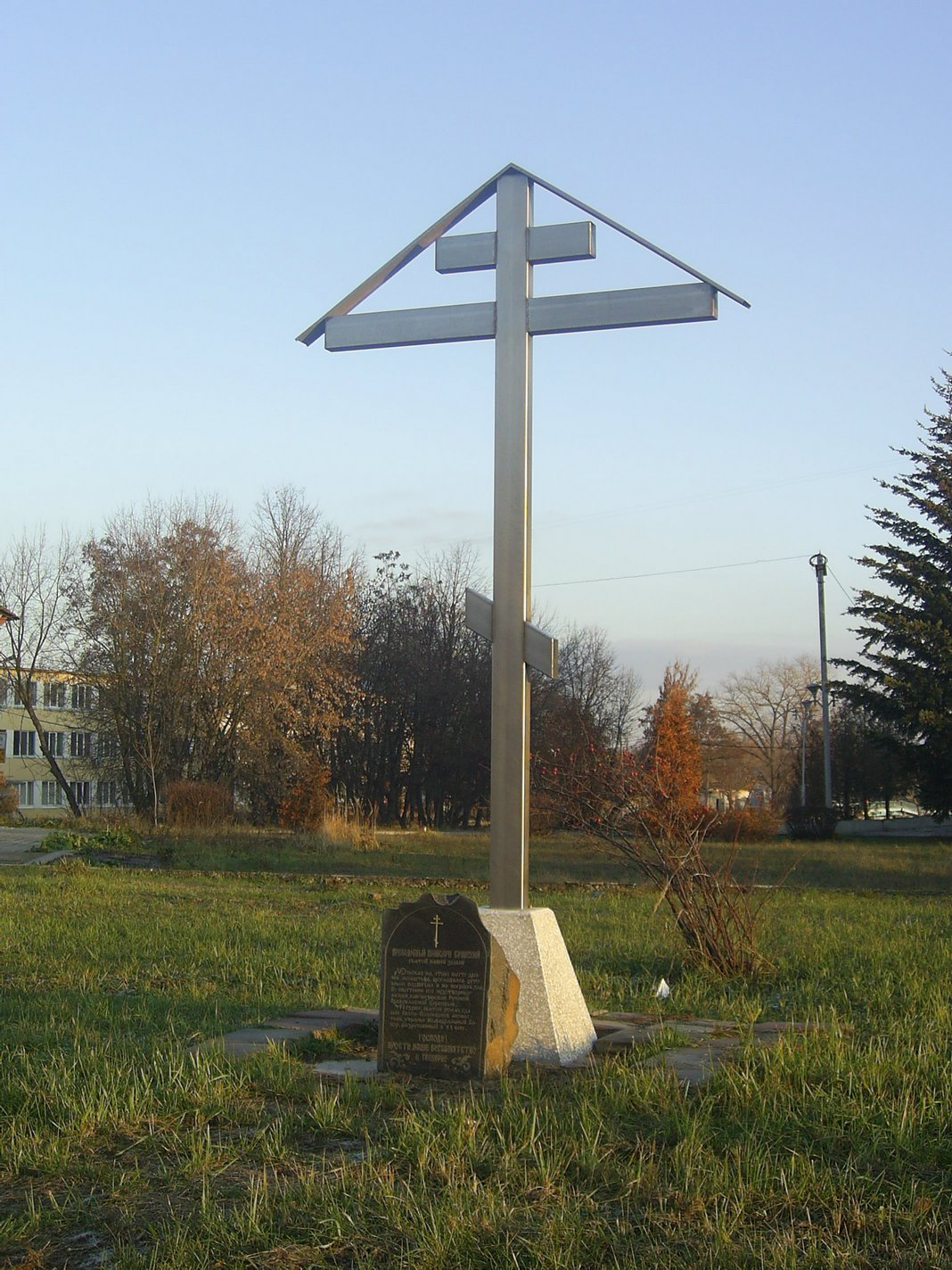
Брянск, территория бывшего Спасо-Поликарпова монастыря.
Памятный знак близ места, где был похоронен Поликарп Брянский.

Впрочем, эта датировка плохо стыкуется с данными «Брянских писцовых книг письма и меры князя Петра Звенигородского и подьячего Ивана Ковелина» 1626—1629 годов, по которым в Брянском Спасском монастыре, среди прочих храмов, указана «…церковь преподобного отца нашего Поликарпа, Брянского чудотворца (древяна клетцки, ветха)». «Нужно было время, — пишет профессор Санкт-Петербургской духовной академии И. Е. Евсеев, — для жизни, смерти, прославления Преподобного Поликарпа, построения в честь его монастыря и, наконец, обветшания его…». Не отрицая возможности происхождения Поликарпа Брянского из рода Борятинских, всё же следует признать более вероятным, что он жил гораздо ранее.

## Почитание
В опубликованном Орловским церковным историко-археологическим обществом тексте также указывается, что «Вскоре Господь Бог прославил Угодника своего, по смерти, даром чудотворений, так что лет через 50 по кончине уже воздвигнута была в устроенной им обители церковь во имя его».
Есть и описание облика преподобного Поликарпа Брянского в «Иконописном подлиннике»: «преподобный отец наш Поликарп, Брянский чудотворец, подобием сед, брада аки Сергиева, ризы монашеския». Таким написали в 1684 году преподобного Поликарпа на стенах Успенского собора Троице-Сергиевой лавры ярославские иконописцы из артели Дмитрия Григорьева.
К XIX веку почитание преподобного Поликарпа Брянского было незначительным. В этом же тексте говорится, что, хотя в старинных актах преподобный Поликарп и значится «Чудотворцем Брянским», «но известий о чудесах его нисколько не сохранилось», кроме того, «к крайнему удивлению, даже в самом Брянске нет такого всеобщего, открытого и отчетливого почитания преп. Поликарпа, какое должно бы иметься к нему, как к родному Чудотворцу. А в окрестностях, тем более по всей епархии, едва ли кто и знает о преп. Поликарпе. Местно совершается память его, без особенного стечения народа, 23-го февраля, в день св. Поликарпа, еп[ископа] Смирнского. Службы преподобному особой не составлено, по крайней мере, она не сохранилась».
В апреле 1898 года в Брянск на поклонение мощам преподобного Поликарпа и для осмотра знаменитого мозаичного иконостаса Фартусова в Новопокровском соборе приезжал великий князь Сергей Александрович — дядя Николая II и брат Александра III. Благодаря вмешательству великого князя Константина Константиновича почитание преподобного Поликарпа Брянского стало куда основательнее.